# Tipula coronado
Tipula coronado är en tvåvingeart som beskrevs av Alexander 1946. Tipula coronado ingår i släktet Tipula och familjen storharkrankar. Inga underarter finns listade i Catalogue of Life.